# Ilha Prince Patrick
A Ilha Prince Patrick (76° 45′ N, 119° 30′ O) é a mais ocidental das Ilhas da Rainha Isabel, pertencente aos Territórios do Noroeste, no Canadá. A área da ilha é de cerca de 15848 km², o que faz dela a 55.ª maior da Terra e a 14.ª maior do Canadá. Está rodeada de gelo durante todo o ano, sendo uma das áreas mais inacessíveis do Canadá.
Localizada à entrada do Estreito de McClure, a Ilha Prince Patrick é desabitada e supõe-se que nunca tenha tido presença humana. Em 1948 foi aberta a Estação Meteorológica do Alto Ártico, denominada Mould Bay, como parte do esforço comum do Canadá e dos Estados Unidos para criar uma rede de estações meteorológicas. Teve uma povoação entre 10 e 40 cientistas. A estação fechou em 1997, passando a ser automática. O edifício continua de pé.
A Ilha Prince Patrick foi explorada pela primeira vez em 1853 e só muito depois foi-lhe dado o nome em homenagem ao príncipe Arthur William Patrick, Duque de Connaught, que foi governador do Canadá de 1911 a 1916.
A altitude máxima da ilha é de apenas 277 m. A ilha apresenta clima polar.